# John Holsgrove
John Holsgrove (Southwark, 25 settembre 1945) è un ex calciatore inglese, di ruolo difensore.

## Biografia
Suo figlio Paul è stato un calciatore professionista, che ha militato nella prima divisione inglese; anche l'altro figlio Lee ha avuto una breve carriera professionistica. Suo nipote Jordan (figlio di Paul), a sua volta calciatore professionista, ha inoltre vestito anche la maglia della nazionale scozzese Under-21, essendo nato ad Edimburgo nel periodo in cui Paul militava nell'Hibernian.

## Carriera
Cresciuto nel Tottenham e nel Crystal Palace, esordisce nella prima squadra degli Eagles nella Second Division 1964-1965, ottenendo il quarto posto finale.
Nel 1965 passa al Wolverhampton, ottenendo il sesto posto finale nella Second Division 1965-1966 mentre la stagione successiva, grazie al secondo posto ottenuto, viene promosso in massima serie.
Con i Wolves disputò l'unica edizione del campionato dell'United Soccer Association, lega che poteva fregiarsi del titolo di campionato di Prima Divisione su riconoscimento della FIFA, nel 1967: quell'edizione della Lega fu disputata utilizzando squadre europee e sudamericane in rappresentanza di quelle della USA, che non avevano avuto tempo di riorganizzarsi dopo la scissione che aveva dato vita al campionato concorrente della National Professional Soccer League; la squadra di Los Angeles fu rappresentata per l'appunto dal Wolverhampton. I "Wolves" vinsero la Western Division e batterono in finale i Washington Whips che erano rappresentati dagli scozzesi dell'Aberdeen.
L'anno seguente è chiuso al diciassettesimo posto finale mentre quello successivo il sedicesimo.
Nella stagione 1969-1970 ottiene il tredicesimo posto finale a cui ne seguì un quarto nella First Division 1970-1971, acquisendo il diritto a partecipare alla prima Coppa UEFA.
Nel 1971 passa allo Sheffield Wednesday Football Club, militante nella cadetteria inglese. Ottiene il quattordicesimo posto nella stagione 1971-1972 ed il decimo in quella seguente. 
La stagione 1973-1974 è chiusa al diciannovesimo posto a cui segue il ventiduesimo ed ultimo posto, con la conseguente retrocessione in terza serie, l'anno seguente.
Lasciato il Wednesday, Holsgrove viene ingaggiato dallo Stockport County, con cui ottiene il ventunesimo posto nella Fourth Division 1975-1976.
Holsgrove chiuderà la carriera agonistica nel Stalybridge Celtic.

## Palmarès
- Campionato statunitense di calcio: 1

Los Angeles Wolves: 1967